# Juan Evaristo
Juan León Evaristo (1902. június 20. – 1978. május 8.), olimpiai és világbajnoki ezüstérmes argentin válogatott labdarúgó. A testvére Mario szintén válogatott labdarúgó volt.
Az argentin válogatott tagjaként részt vett az 1930-as világbajnokságon, az 1928. évi nyári olimpiai játékokon illetve az 1927-es és az 1929-es Dél-amerikai bajnokságon.

## Sikerei, díjai
Boca Juniors
- Argentin bajnok (1): 1931

Argentína
- Világbajnoki döntős (1): 1930
- Dél-amerikai bajnok (2): 1927, 1929
- Olimpiai ezüstérmes (1): 1928

## Külső hivatkozások
- Argentin keretek a Copa Américan rsssf.com
- Juan Evaristo a FIFA.com honlapján Archiválva 2008. október 15-i dátummal a Wayback Machine-ben